# Saíra-sete-cores
Saíra-sete-cores (nome científico: Tangara seledon, também denominada saíra-de-sete-cores, saí-de-sete-cores, sete-cores, saí, saíra e saíra-de-bando) é uma espécie de ave da família Thraupidae (na taxonomia de Sibley-Ahlquist colocada entre os Fringillidae); é um pássaro endêmico de florestas de Mata Atlântica, restingas e capoeiras da região leste do Brasil (também visitando áreas antrópicas como jardins e pomares), ocorrendo do estado da Bahia até o Rio Grande do Sul, e também em Misiones, na Argentina, e no Paraguai; mais frequente em áreas costeiras arborizadas até altitudes de 1.100 metros, voando aos pares ou em pequenos grupos, às vezes com até 20 aves, ou em associação com a saíra-militar e outros pássaros como o saí-azul e o saí-verde. Foi classificada em 1776, por Philipp Ludwig Statius Müller, sendo listada pela União Internacional para a Conservação da Natureza como espécie pouco preocupante. Ela mede 13.5 centímetros de comprimento e pesa cerca de 18 gramas.

## Denominação

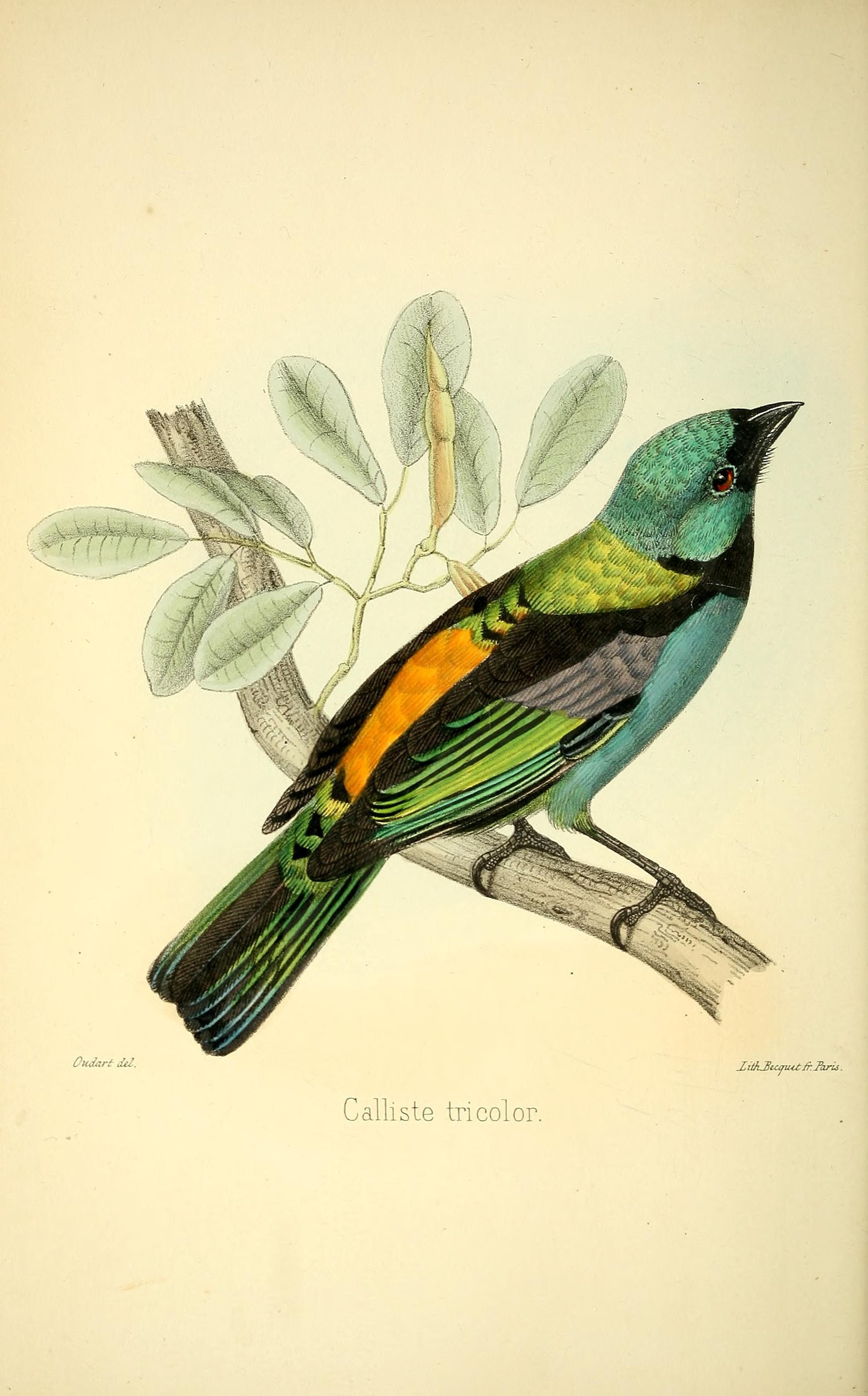
Ilustração do macho da saíra-sete-cores (Tangara seledon), retirada da obra A monograph of the birds forming the tanagrine genus Calliste: illustrated by coloured plates of all the known species (1857), por Oudart, P. L.; Sclater, Philip Lutley; Taylor & Francis.

Sua denominação binomial, Tangara seledon, significa "dançarino verde claro", com o termo seledon derivado do francês, significando verde-claro.
A saíra-sete-cores é nomeada, em inglês, green-headed tanager; em castelhano, tangará-azul ou, especificamente na Argentina, siete-colores.
O nome saíra é provavelmente de origem tupi.

## Descrição
A saíra-sete-cores apresenta pouco dimorfismo sexual, apenas com sua fêmea de coloração mais clara e o macho de vivas cores em turquesa, na cabeça, lados do pescoço e nuca verde-amarelada, dorso, garganta e junção alar em negro, final de suas costas, entre suas asas, de um amarelo-alaranjado intenso, peito azul-claro, pequena área de suas asas (coberteiras primárias) em azul-violáceo-escuro, ventre verde-claro e região mais externa de suas asas em verde-claro e cinza, com parte do uropígio amarelada e retrizes verde-azuladas. Olhos escuros com uma região, ao redor, de plumagem preta. Os tarsos e pés negros. O indivíduo juvenil é esverdeado.

## Vocalização
Sua vocalização de chamada é constituída por sons como um insignificante "tzri", ou um estridente "tzié", "tcheít" ou "tzük".

## Nidificação e reprodução
Macho e fêmea são monogâmicos e cuidam dos filhotes em um ninho, construído por ambos com folhas, forrado com materiais macios e em formato de tigela, onde põem de 2 a 4 ovos pálidos, de coloração branco-rosada com manchas marrons ou cinzentas; com os imaturos atingindo a sua maturidade sexual aos 12 meses e deixando o ninho entre 14 a 18 dias após sua eclosão, podendo acompanhar os pais por vários meses, durante o primeiro ano, em seus bandos. A época de reprodução da saíra-sete-cores ocorre entre novembro e fevereiro, no Brasil, novembro e dezembro, no Paraguai, e novembro no nordeste da Argentina.

## Alimentação
Nos bosques tropicais onde habita, este pássaro se alimenta de frutos, insetos e suas larvas, frequentando pomares ou comedouros e também vistas se alimentando e forrageando em árvores e arbustos à cata de frutos de palmeira, goiaba, mamão, ameixa e caju ou em busca de frutos silvestres como os de Urtica e Hamelia, além de bagas de bromélias.

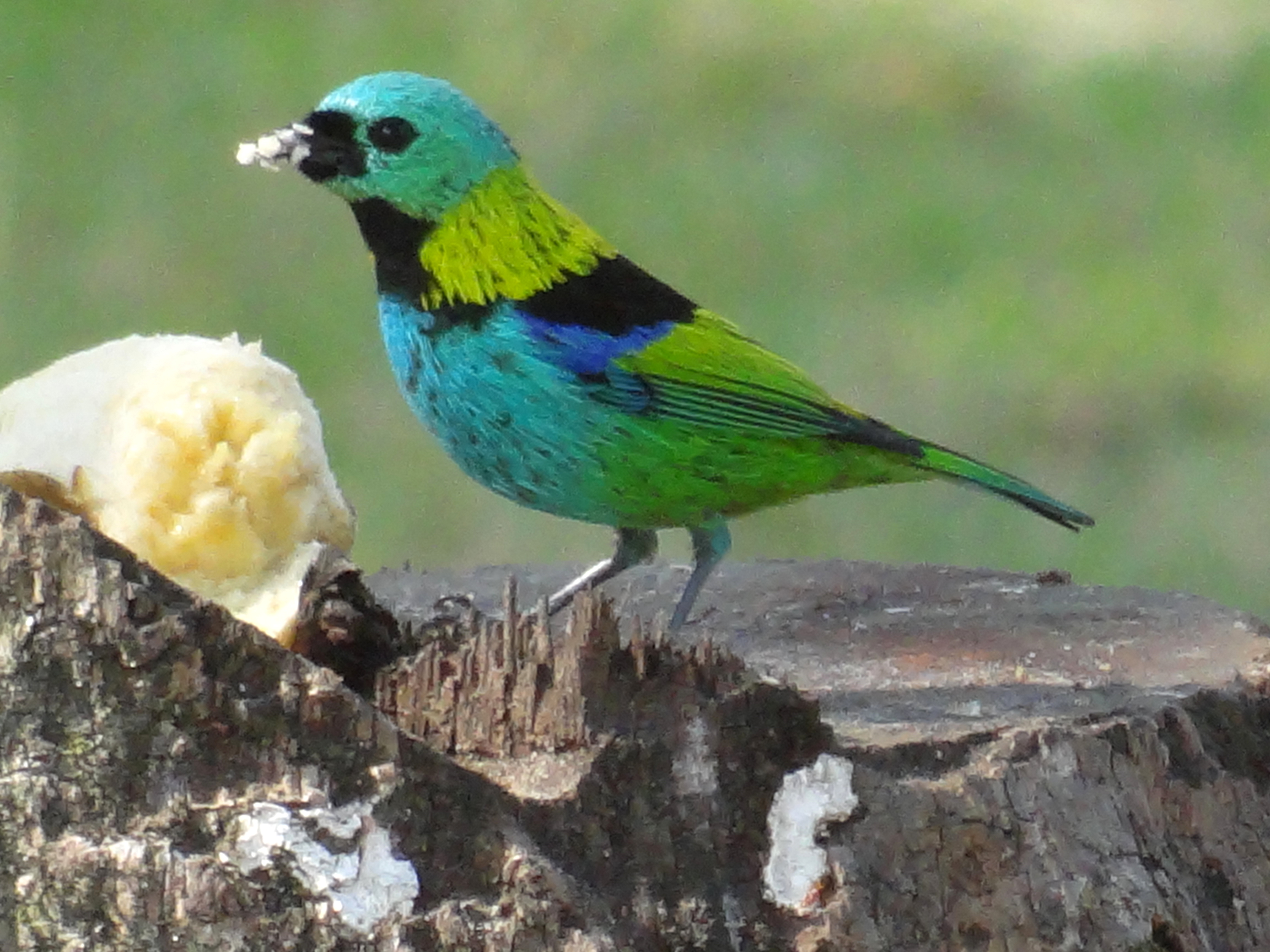
Saíra-sete-cores (Tangara seledon) se alimentando de banana, em Ubatuba, São Paulo, região sudeste do Brasil.
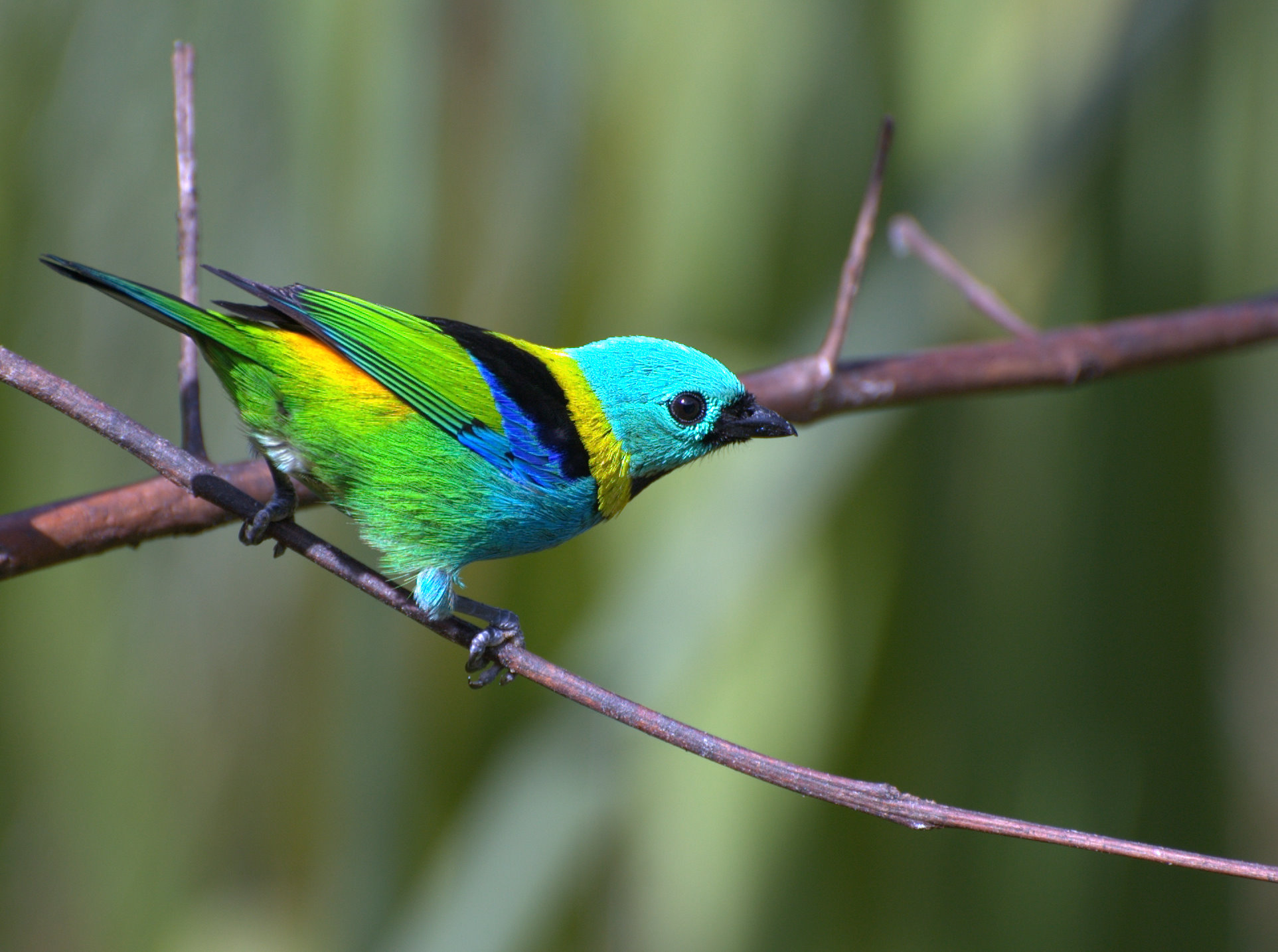
Fotografia da saíra-sete-cores (Tangara seledon).